# 猿人作戰
类人猿行动（英語：Operation Anthropoid）是第二次世界大戰中的同盟國為了暗殺納粹德國黨衛隊首長賴因哈德·海德里希所制定的作戰計畫。海德里希於1941年至1942年間擔任波希米亞和摩拉維亞保護國之總督。
1942年5月27日海德里希在布拉格郊外遭遇兩名英國派遣的捷克傘兵攻擊而身負重傷，延至6月4日不治。此事件導致希特勒之後在捷克地區展開報復性屠殺。

## 海德里希
- 1931年6月海德里希於加入納粹黨與黨衛軍。
- 1932年7月接掌黨衛軍安全部門，成為海因里希·希姆萊的得力助手。
- 1936年海德里希開始領導「安全警察」。
- 1939年安全部門、安全警察與秘密警察蓋世太保整併成為新設立的党卫队国家安全部，由海德里希出任部长。海德里希雖然工作用心（在執行迫害猶太人方面尤其積極），但是他本人並沒有其他納粹高官般的權力慾。
- 1941年便成為黨衛隊的重要人物。
- 1941年9月海德里希出任波希米亞和摩拉維亞保護國總督一職，取代了溫和的康斯坦丁·馮·纽赖特。

駐布拉格期間，海德里希為了加強副首長的親民形象，並顯示納粹政權的威信，出訪巡視時一律不攜帶隨身侍衛，且常乘坐敞篷車。他在任其間殺人無數，被人們稱作「金髮野獸」、「布拉格屠夫」、「波希米亞死神」、「納粹斬首官」、「第三帝國的黑王子」。

## 事前情勢

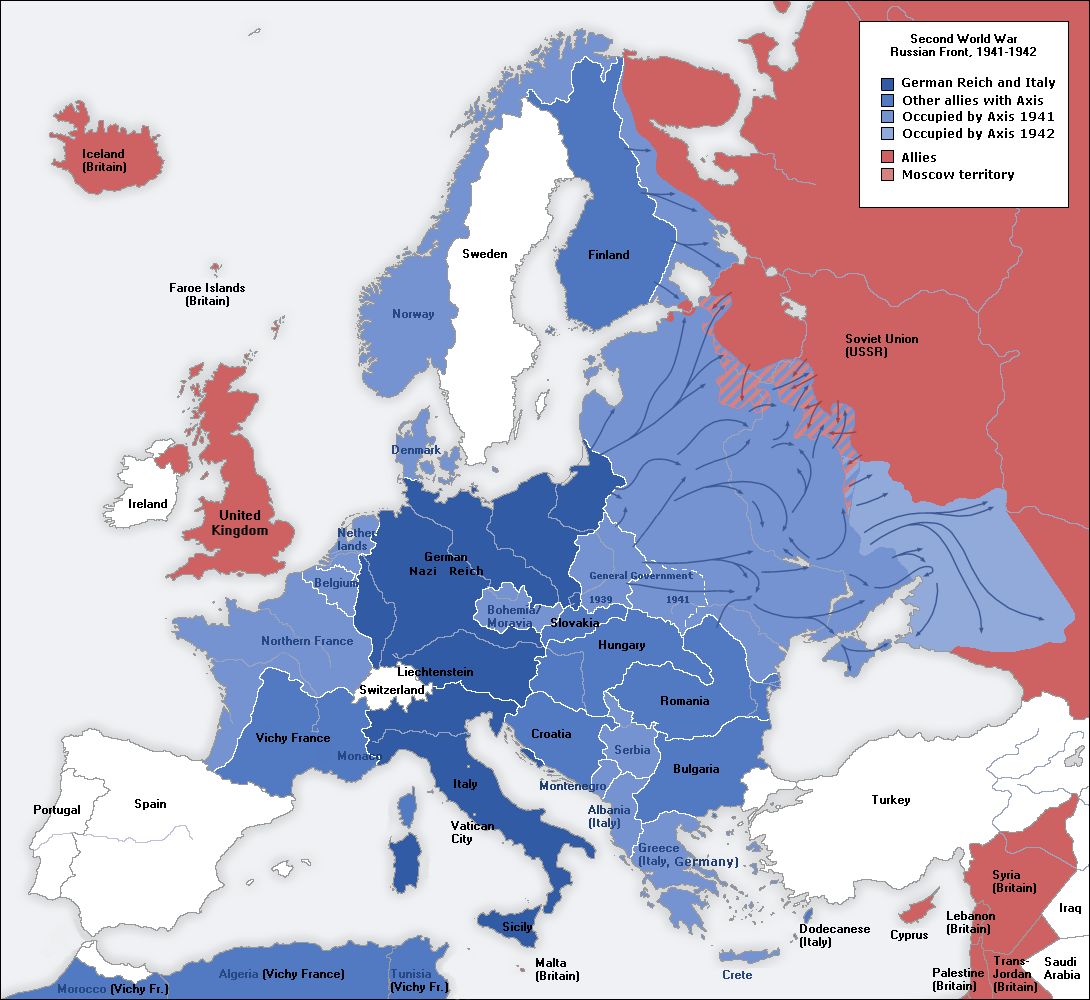
1941年－1942年納粹德國及義大利 （深藍色）及其盟國（藍色）、德國或義大利控制區（淺藍色）

1941年下半年時，納粹德國已占領了大半歐洲，德軍也正逐步逼近莫斯科。盟軍甚至認為蘇聯可能會與德國展開停火談判。另一方面愛德華·貝奈斯在1940年於倫敦建立捷克斯洛伐克流亡政府。雖然自1938年進佔蘇臺德區，1939年實質併吞後，德國在捷克的統治大致安定。流亡政府卻在英國的支持下，決心使捷克人民自「第三帝國兵工廠」的處境中覺醒。
於是賴因哈德·海德里希成了暗殺名單中的榜首。最主要的原因是其惡名昭彰的恐怖統治，再者便是海德里希在納粹德國政府中的代表性地位。盟軍希望藉由這次行動以向世人證明納粹並非無敵。

## 作戰內容

### 計畫
作戰計畫由英國特種作戰部門於1941年10月20日開始籌劃準備，代號定名為「猿人」（ANTHROPOID）。
捷克籍陸軍准尉約瑟夫·蓋伯瑟克（Jozef Gabčík）和上士卡羅·斯弗波達（Karel Svoboda）被選定執行暗殺任務。計畫原訂於1941年10月28日執行，那天同時也是捷克斯洛伐克的獨立紀念日。但斯弗波達在受訓時頭部受傷，旋即由詹·庫比茲（Jan Kubiš）代替。由於這個意外，作戰必須延期執行，庫比茲也沒有時間接受完整訓練。

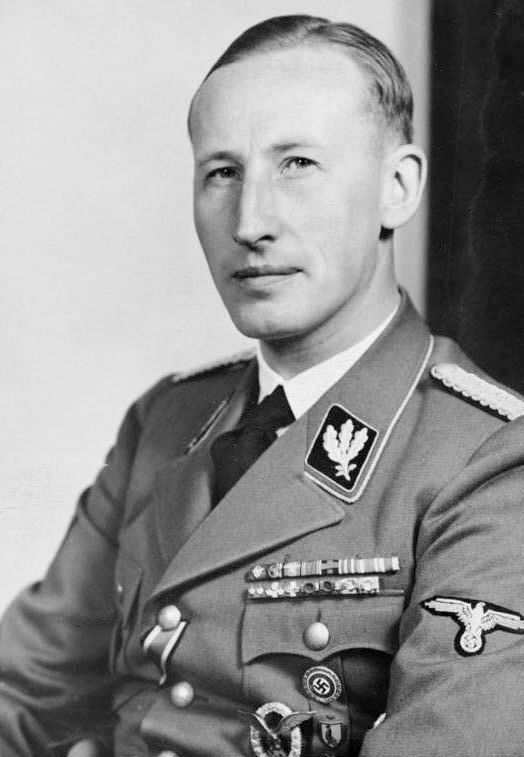
賴因哈德·海德里希
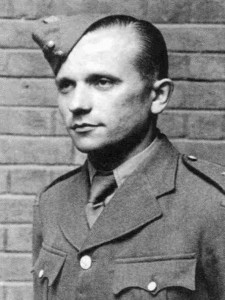
約瑟夫·蓋伯瑟克 (Jozef Gabčík)
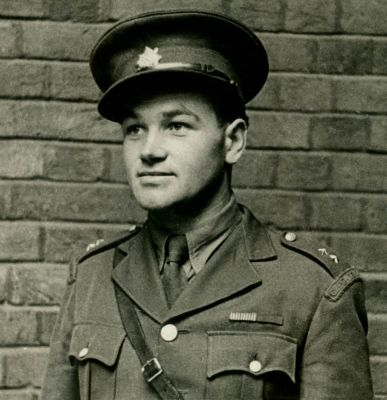
詹·庫比茲 (Jan Kubiš)
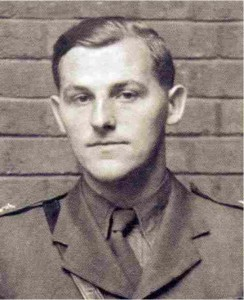
阿道夫·歐珀卡 (Adolf Opálka)
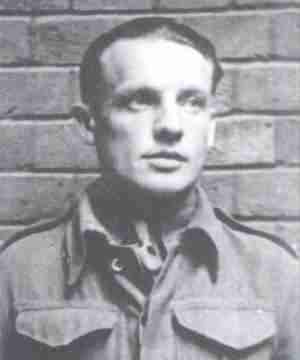
卡萊爾·可達 (Karel Čurda)

### 潛入
1941年12月28日晚間十點，蓋伯瑟克與庫比茲登上英國皇家空軍138中隊的哈利法克斯轰炸机，同行的尚有七名流亡英國的捷克軍人，以及另外兩支負責其他任務的小隊，分別稱為銀A（Silver A）與銀B（Silver B）。飛機於布拉格東邊的內維茲第（Nehvizdy）降落。原始計畫的降落地點在皮爾森，但駕駛在判斷方位時出了問題，一行人便只好在落地後繼續往皮爾森前進。他們在皮爾森與盟軍的接應人員取得聯絡，隨後直驅布拉格展開暗殺行動。
作戰成員在布拉格接觸了一些地下反納粹組織，得到不少幫助。蓋伯瑟克與庫比茲一開始想要在火車上刺殺海德利希，但在實地勘察後，他們發現計畫並不可行。第二個想法是在海德里希搭車前往布拉格時，在路上或森林中暗殺他。兩人在路上拉起纜線，準備攔截海德里希的座車。布置完成數小時後，指揮兩人的中尉阿道夫·歐珀卡（Adolf Opálka）驅車前來，出身於捷克地下抗暴組織外距（Out Distance）的他將蓋伯瑟克與庫比茲帶回布拉格，並告知他們作戰已變，改採第三計劃：在布拉格暗殺海德里希。

### 暗殺

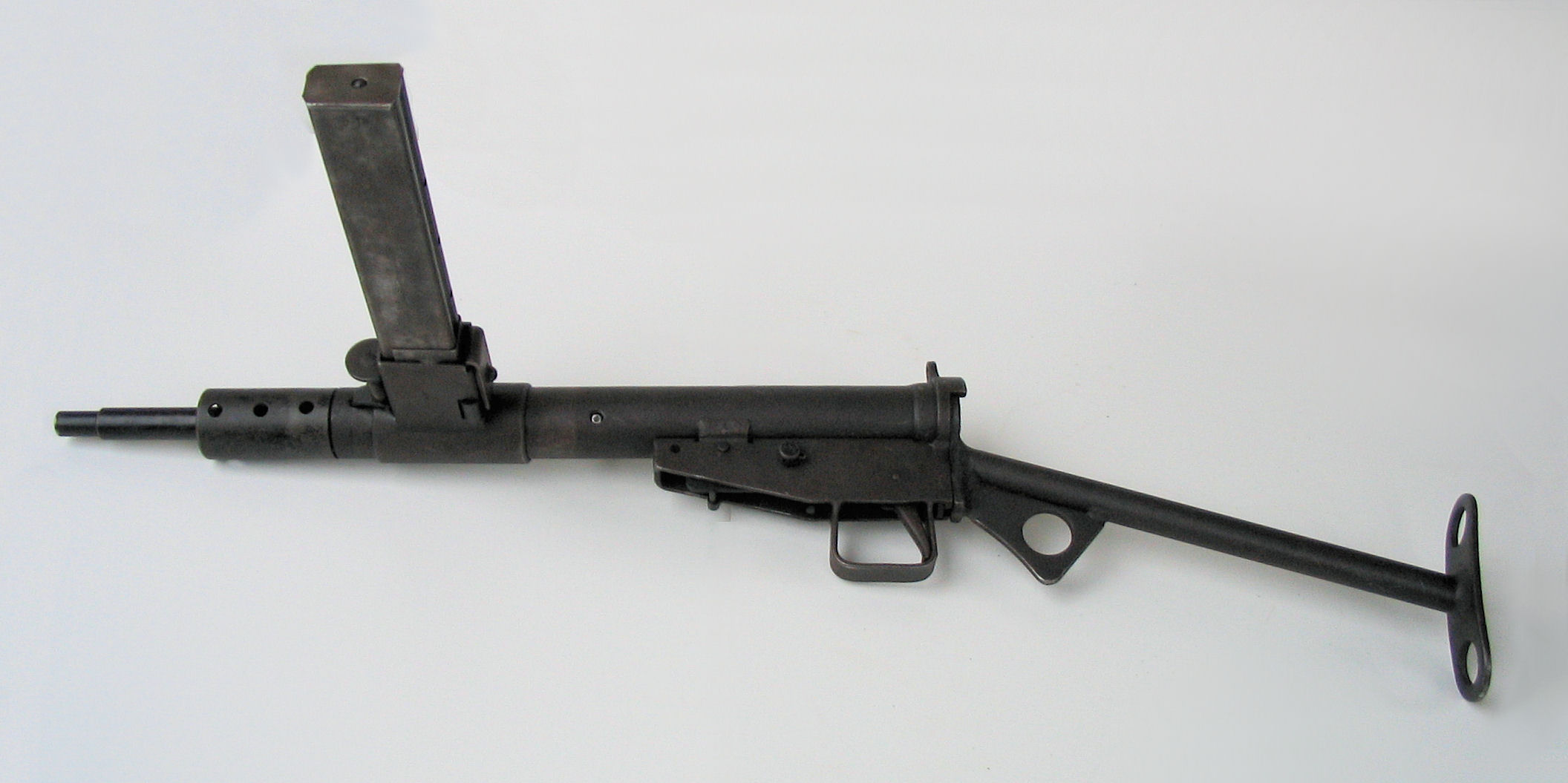
英国制武器的低可靠性一向为捷克伞兵所诟病。图为一支斯登衝鋒槍，手持此枪的蓋伯瑟克即在行动中遇到卡弹故障。

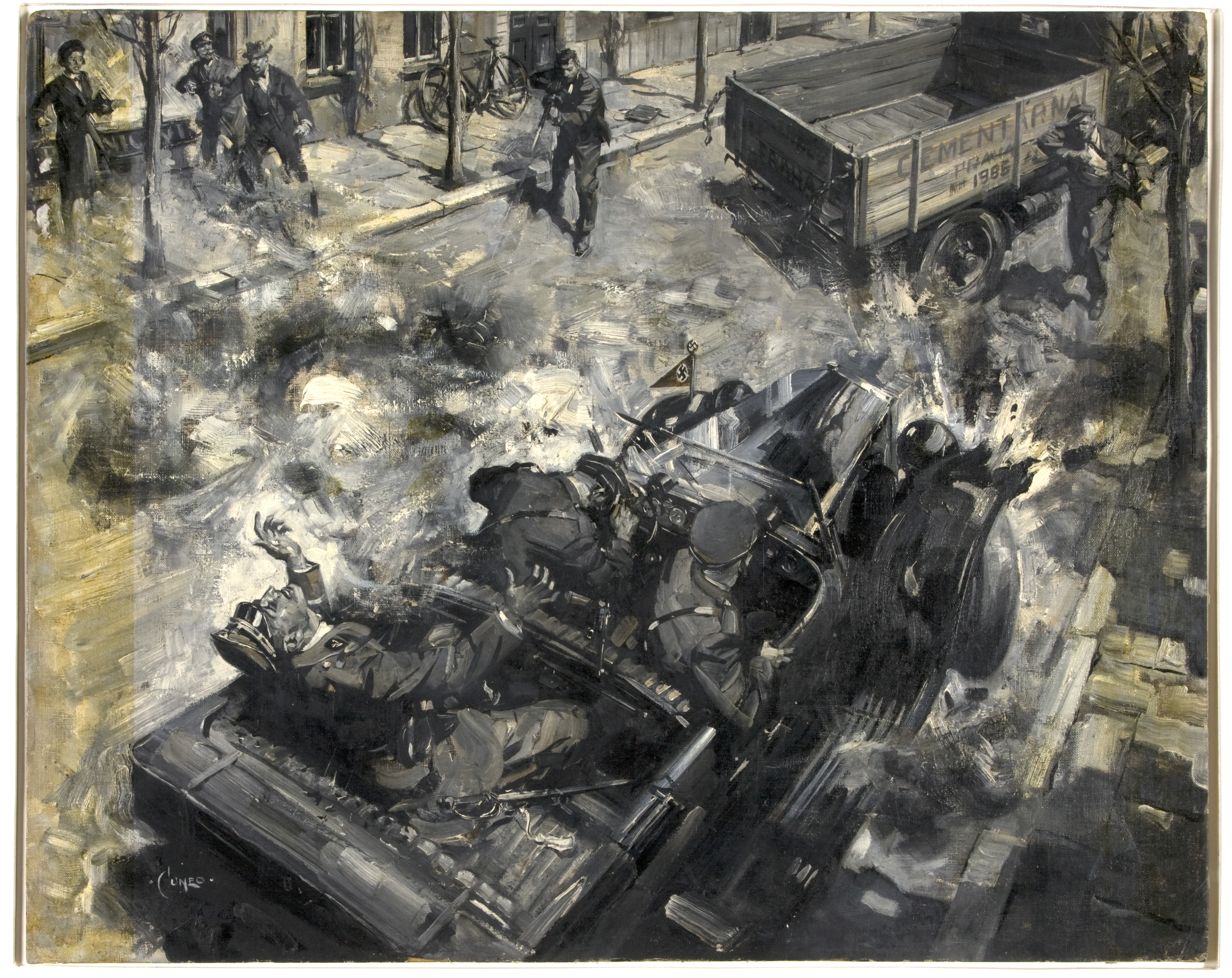
英国画家特伦斯·库尼奥绘制的事件想象画。

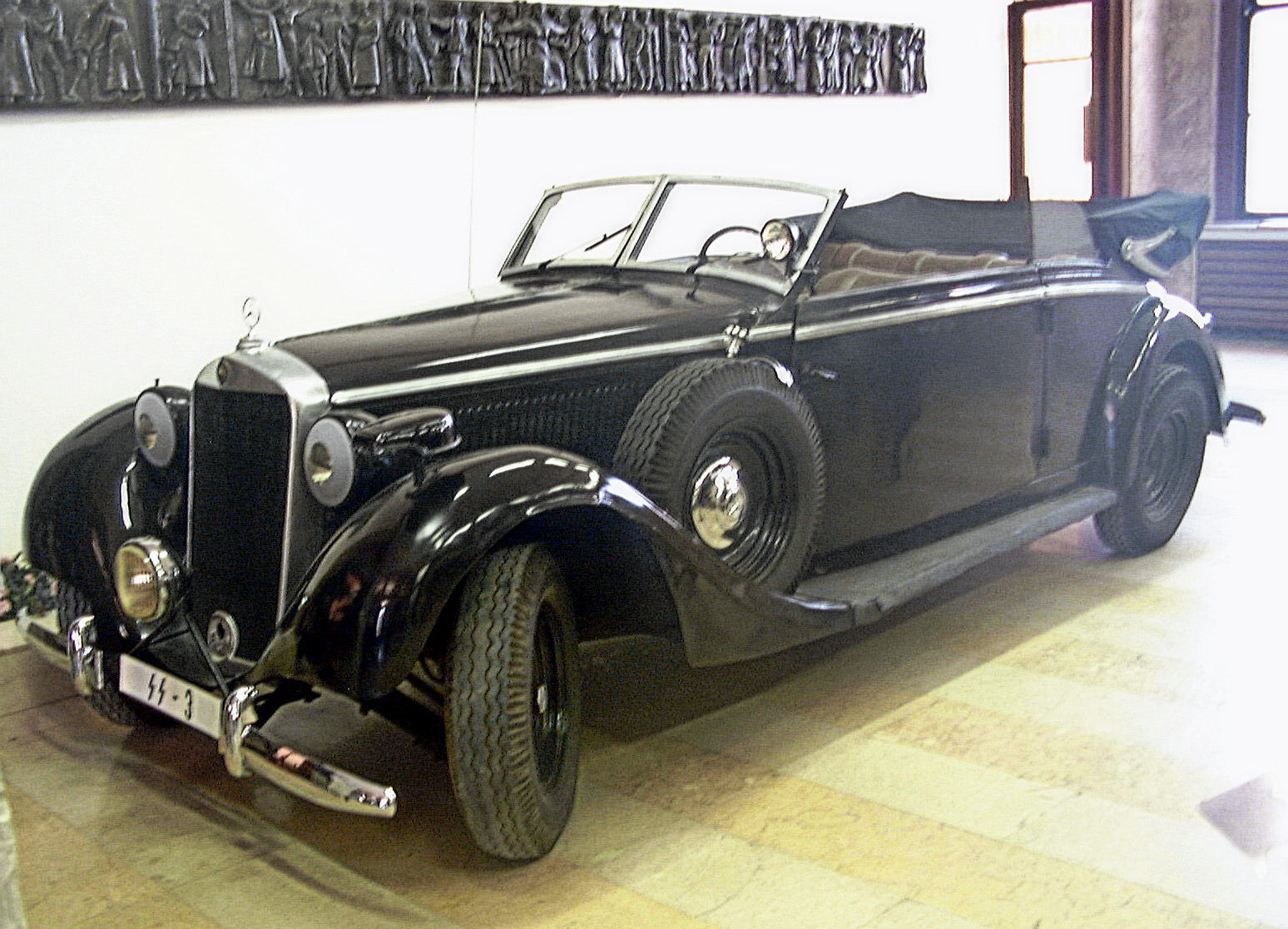
海德里希的另一辆梅赛德斯-奔驰Type 320 轎車，现存于捷克布拉格军事历史博物馆。其遇刺时的座驾则存于丹麦基克许灵厄的艾岛博物馆。

1942年5月27日早上10點30分，海德里希一如往常地從潘內斯科·布列札尼的住家前往布拉格城堡。蓋伯瑟克與庫比茲在布洛卡醫院附近的電車站伺機而動，瓦瑟克（Valčik）則位於兩人北方一百米處負責通報情況。當海德里希的敞篷賓士駛近兩人時，蓋伯瑟克迅速衝至車前試圖開火，然而他的斯登衝鋒槍卻卡彈了。海德里希於是命其司機，黨衛隊上士克萊因停車，掏出手槍欲射擊蓋伯瑟克。
此時庫比茲將改造的反坦手榴彈朝車上猛砸；炸裂的碎片劃破右擋泥板，連同座椅碎屑深深嵌入海德里希體內。爆炸後，庫比茲受傷逃走，克萊因追了上去。海德里希第一時間未發現自己受傷，仍下車向逃跑的蓋伯瑟克開火，但不久即因傷勢過重而放棄。克萊因未能追到庫比茲，回來後又奉命去追蓋伯瑟克，結果被逃跑者用左輪手槍打中兩次，失敗歸來。另一方面，由於未能當場斃命目標，盟軍也初步認定作戰失敗。
海德里希被送往2.5公里外的布洛卡醫院，接受了霍堡醫師的緊急手術。霍堡出身西里西亞，時為布拉格查理大學外科主席。於一小時內，他處理了右肺部之氣胸，移除碎裂的第七根肋骨前端，縫合撕裂之橫膈膜，裝設導尿管，最後取出卡著手榴彈碎片的脾臟。然而，黨衛隊首領希姆萊將其私人醫師卡爾·蓋伯哈特送來。手術也因其當日下午的抵達而告一段落。29日後，黨衛隊的醫師團完全接管了海德里希的治療。術後治療包括大劑量的嗎啡注射，也謠傳處方中含有磺胺，但蓋伯哈特於1947年戰犯大審中表示並沒有。
在接連七天中，海德里希出現輕微的發燒及傷口流膿，但情況似乎逐漸好轉。突然地，他陷入休克狀態，更在第八天上午斷氣。醫師團推論可能是傷口感染所致，也可能是腦或肺部的栓塞要了他的命。

### 陰謀論
下文引自《高級殺戮：生化武器密史》（A Higher Form of Killing: The Secret History of Chemical and Biological Warfare）一書：
「海德里希病情之急速惡化－自輕微的外傷到昏迷，最終死亡－或許使醫師團感到困惑。但細究全程，症狀其實非常符合蛙毒素（一種神經毒素）中毒。在一天左右的緩和期後，中毒者會逐步地陷入麻痺，治療也開始失去效用......領導德國病理學院的漢坡爾教授（Professor Hamperl），和法醫學院的魏里希教授（Professor Weyrich）曾於戰時聯合起草一份醫學鑑識報告，其中提及：可能死因包括薄壁器官的細菌感染，亦可能為炸彈碎片上含有毒物（原報告以斜體字表示），累積於肋膜、橫隔膜及脾臟周圍組織。』」
希姆萊之醫師團對外宣佈的死因是敗血症，更精確的說是肉毒桿菌引發之敗血症。關於這結果，有人認為座車椅的墊襯物含有馬毛，隨手榴彈碎片進入體內而造成全身性感染；另一推論則將矛頭指向希姆萊，傳聞他極嫉妒海德里希。因此，黨衛隊醫師團的治療及診斷報告多年來常被反覆檢視，以找出希姆萊動手腳的蛛絲馬跡。
而根據《高級殺戮：生化武器密史》的說法，海德里希死於臘腸桿菌中毒，毒素事先放在丟出的73型反坦手榴彈中。此解釋最早由波頓道恩國防科技實驗室的肉毒桿菌研究者保羅·菲爾德斯所提出，但缺乏實質記載支持（特種作戰部門關於此作戰之文件仍為機密），他的理論終限於口耳流傳，未能完全證實。
生化戰理論之立足點在於改造反坦手榴彈。其前端三分之一被移除，再以膠帶封住，此過程可解釋為填入生化毒劑。此外，海德里希接受了良好的照顧、驗屍結果未顯示敗血症的通常跡象（這點仍有爭議性）、前面提及的醫學報告不排除碎片攜入毒物均為肉毒桿菌理論提及的重點。然而過程中的醫療紀錄不甚完整，就所知部分而言，海德里希在七天後心搏停止，是肉毒桿菌中毒的典型結果。但關於肉毒桿菌的其餘症狀，則一律未曾提到。
英國在1930年代便開始實驗肉毒桿菌及其他生化武器，的確有能力執行小型的生化戰。1942年秋季，猿人作戰成功後，費德斯赴美要求美軍化學部隊開始中等規模地製造肉毒桿菌毒素-計畫獲得批准，並選在迪特里克堡的「黑瑪麗亞」建築內生產。英國提供技術，美國供應原料。此事件由艾德·瑞吉斯撰述的《毀滅生物學》（The Biology of Doom）所記載。如海德里希真的死於肉毒桿菌毒素，費德斯的增產要求也就不難理解了。

## 後續事件

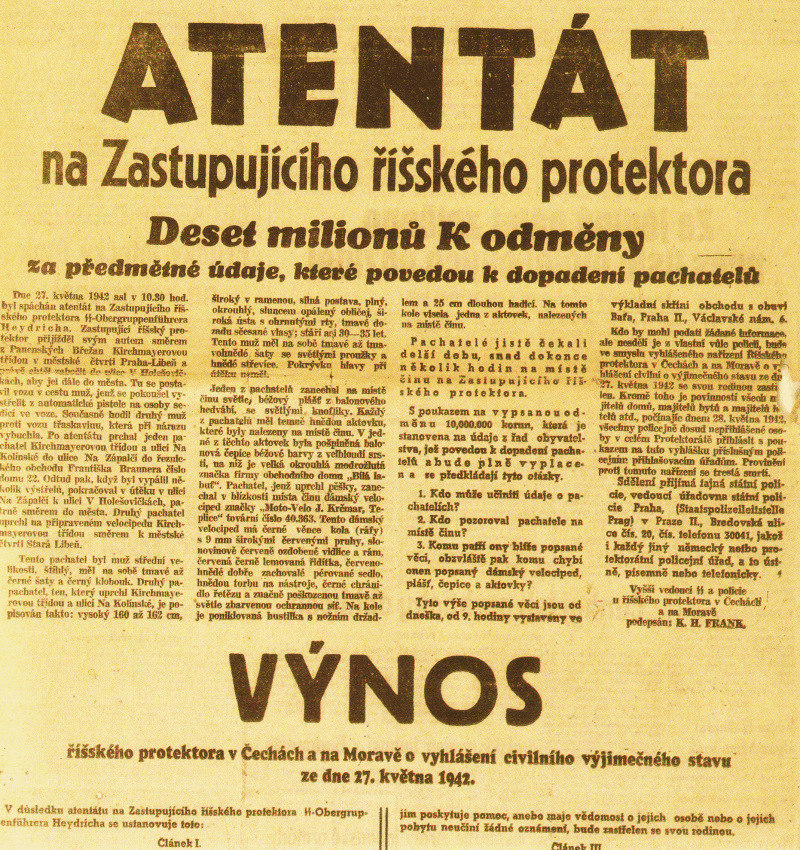
報紙報導海德里希暗殺事件與宣佈戒嚴，1942年5月28日

### 報復
希特勒命令黨衛隊和蓋世太保「蹚血翻遍波希米亞」抓到兇手，並想採用殘忍的大屠殺作為開端。惟經過討論後，他將屠殺規模減少至數千人，以維持捷克地區有足夠人力投入軍事工業。超過1萬3000人在這波行動中被逮捕，包括庫比茲的女友安娜·瑪莉諾娃，她死在茅特豪森-古森集中營中。

### 利迪策

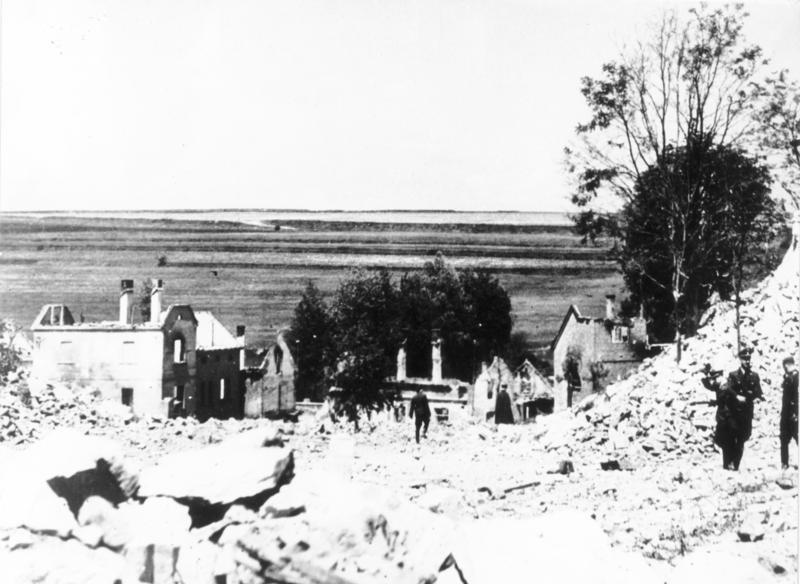
利迪策大屠殺，1942年6月

報復行動中最為惡名昭彰的莫過於利迪策事件。這個捷克小村莊在1942年6月9日遭到毀滅，199名男性村民被處死、95名幼童被捉走（其中德國家庭領養了8名）、195名女性村民被逮捕。

### 同盟國的反應
捷克流亡政府並未料到納粹會做出如此大規模以「集體責任」為藉口的血腥報復。但他們也承認就激起捷克人民反抗心而言，這次屠殺算是可接受的代價。溫斯頓·邱吉爾在聽聞慘劇後大怒，揚言納粹每毀滅一個捷克村落，同盟國便回敬攻擊3個德國村落。而同盟國在事後也未放棄暗殺納粹高層的計畫，猿人作戰兩年後，他們更大膽地將目標設為阿道夫·希特勒，計畫訂名為福斯利作戰，最後遭到取消。因此猿人作戰是唯一針對納粹高層的盟軍作戰。
其他暗殺作戰還有波蘭反抗軍暗殺納粹德国政府官員的庫切拉作戰、布克爾作戰，以及白俄羅斯總長威廉·庫彼為佣人所暗殺一事。

### 追捕暗殺者

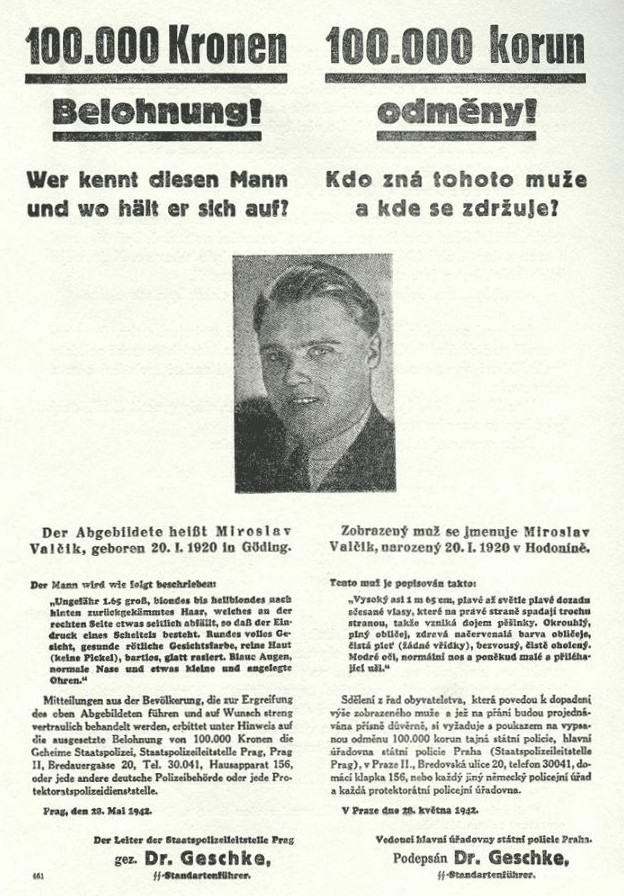
約瑟夫·蓋伯瑟克(Jozef Gabčík)的懸賞海報

暗殺者最初躲藏於兩個布拉格家庭中，之後轉往聖濟利祿暨聖默多狄東正教堂尋求庇護，捷克東正教戈拉茲德主教（Bishop Gorazd of Prague，1879 -1942），把他們藏在該教堂的地窖中。蓋世太保遍尋不著，直到外距的成員卡萊爾·可達被捕，並在100萬帝國馬克賞金的誘惑下供出當地接應人員的姓名。可達的背叛造成大量庇護家庭遭到襲擊。以莫拉維克一家為例，6月17日清晨5點，蓋世太保衝進公寓並要他們站在走廊等待。莫拉維克太太被允許去上廁所，旋即服下氰化物自殺。莫拉維克先生則同其兒子阿塔被帶往培瑟克宮（Peček Palác），當時蓋世太保於捷克之總部。阿塔在裡面遭到刑求，更痛苦的是見到母親的頭顱在魚缸中載浮載沉，最後他無可奈何，言其所知。
黨衛隊在得知暗殺者所在地後，馬上包圍了教堂。然而在700多名德國士兵攻堅下，志士們皆奮戰至死。其中3名，包括暗殺海德里希的庫比茲，在兩小時的槍戰後，於禱告閣樓中被殺（亦有傳聞指出庫比茲突圍成功，但在逃出後傷重不治）。另外4名則在擊退一波黨衛隊攻勢後，全員在地窖內自殺，其中包括蓋伯瑟克。整個攻堅過程中，德軍動用了煙燻逼出與消防車水攻，卻仍無法抓到活口。事後黨衛隊的傷亡人數眾說紛紜，民間傳聞14死21傷，黨衛隊的官方數字為0死5傷。無論如何，志士們以小口徑手槍和配備機槍榴彈之德軍對峙了兩小時，仍屬不易。
戈拉茲德主教為了保護教會的其他人員，向納粹當局表明，自己願意擔負所有責任，但情勢已無法挽回。1942年9月4日，該教堂的所有東正教神父與戈拉茲德主教一同被槍決，後捷克東正教會拒絕納粹要求對戈拉茲德主教的行為進行譴責，被惹怒的納粹因此把聖濟利祿暨聖默多狄東正教堂關閉，並限制捷克東正教會的宗教活動。1987年，塞爾維亞東正教會將於該事件中罹難的神職人員與戈拉茲德主教封為聖人。

### 政治後果及其他影響

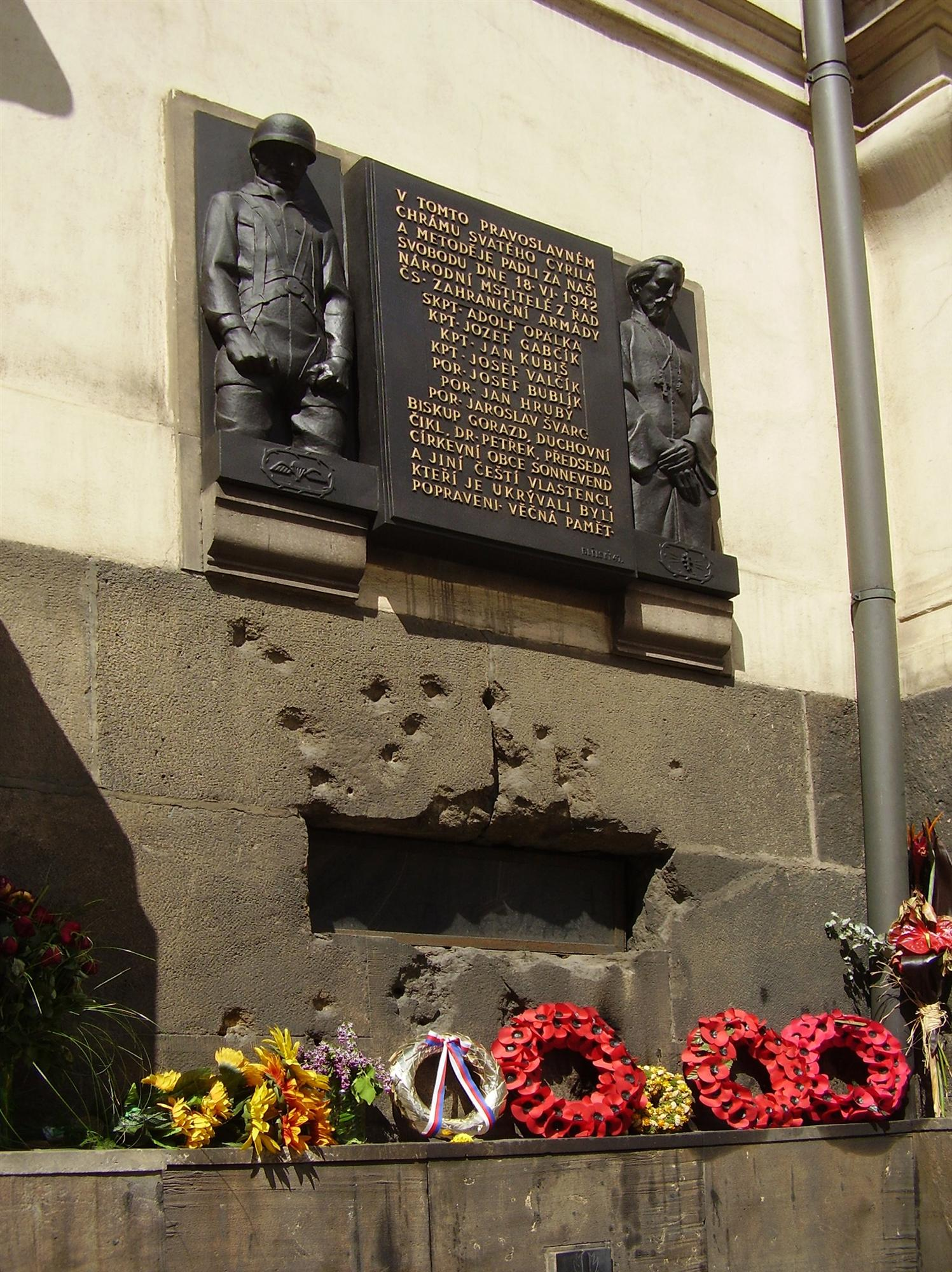
聖濟利祿暨聖默多狄大教堂的紀念碑

英法兩國在作戰成功後將慕尼黑協議作廢，兩國政府同意戰後蘇台德區將回歸捷克斯洛伐克。
納粹官方為海德里希舉行了兩場大型喪禮。一場在布拉格，往布拉格城堡的路上排滿了舉著火炬的黨衛隊隊員；另一場在柏林舉行，納粹高官全部出席，希特勒更追贈德意志勳章及血盟勳章。
卡萊爾·可達在1947年被捕，並以叛國罪名處死。
1943年的電影《劊子手亦死》（Hangmen Also Die）和《希特勒的狂人》（Hitler's Madman）、1964年《安特塔》（Atentat）、1975年的《破曉行動》（Operation Daybreak）、2016年的《猿人行動》（Anthropoid）均以猿人作戰為題材。而破曉行動又改編自1966年艾倫·柏吉斯所撰《破曉七勇士》（Seven Men at Daybreak）。
在音樂方面，這段歷史啟發了搖滾樂團寫下美好明日（A Lovely Day Tomorrow）。捷克樂團The Ecstasy of St. Theresa之後以捷克語（Zítra Bude Krásný Den）及英語翻唱此曲，收錄於2004年發行，總數1942張的限量紀念CD中。美國超級殺手合唱團所寫的SS-3，曲名則來自海德里希的黨衛隊編號。
斯洛伐克國家博物館在2007年5月舉行展覽以紀念捷克斯洛伐克境內掀起的，德軍佔領區中其中一項最重要的持續抗暴行動。英國萊明頓鎮（捷克自由軍駐紮地之一）的傑弗森花園中也設置了一個小噴泉，以緬懷這群流落異鄉者的勇敢無懼。

## 資料來源
1. ↑  . Aktuálně.cz – Víte co se právě děje. 2015-05-27  [2022-07-04]. （原始内容存档于2022-06-05）.
2. ↑  Christoffersen, Camilla Thorup. . tv2.dk. 2018-02-13  [2018-04-13] （丹麦语）.
3. ↑  Harris and Paxman. . Hill and Wang. 1982: (見97–103頁). ISBN 9780812966534.[永久]
4. ↑  . BBC. 2017-09-01  [2017-10-23]. （原始内容存档于2021-03-07）.

## 伸延閱讀
- Jaggers, R. C. . Central Intelligence Agency. 2007-05-08  [2019-07-19]. （原始内容存档于2008-01-09）.
- Wiener, Jan G. . Gerald Hausman (Epilogue), William L. Shirer (Introduction). New York: Irie Books. 2012 [1969 (Grossman Publishers)]. ISBN 978-1-61720-372-5. OCLC 247895.

## 外部連結
- National Memorial to the Heroes of the Heydrich Terror
- Radio Prague: Czechs in World War II
- Radio Prague: Exhibitions mark 60th anniversary of assassination of Nazi governor Heydrich
- Operation Anthropoid at Everything2
- Czechs in Exile website
- Exhibition on Operation Anthropoid at the Slovak Nation Museum
- The Prague Daily Monitor: Experts find wartime paratroopers' grave
- RCAHMS record for Arisaig memorial
- Highland HER entry for Arisaig memorial

50°7′4″N 14°27′51″E / 50.11778°N 14.46417°E